# Ciasna (plaats)
Ciasna is een dorp in het Poolse woiwodschap Silezië, in het district Lubliniecki. De plaats maakt deel uit van de gemeente Ciasna.

## Verkeer en vervoer
- Station Ciasna